# Jasmina Cibic
Jasmina Cibic (Ljubljana, 1979) es una artista eslovena de performance, instalación y cine que vive y trabaja en Londres. Su obra suele explorar la construcción de culturas nacionales, sus ideologías subyacentes, objetivos y usos políticos, así como el poder blando de las artes, particularmente la arquitectura.

## Trayectoria
Cibic estudió en la Accademia di Bella Arti en Venecia y luego obtuvo un máster en Bellas Artes en Goldsmiths en Londres, donde se graduó en 2006.
En 2013, Cibic representó a Eslovenia en su pabellón de la 55.ª Bienal de Venecia, con un proyecto titulado 'Por nuestra economía y cultura'. La exposición incluía dos películas filmadas en lugares oficiales del estado. Una de ellas, Framing the Space, fue filmada en la residencia de Josip Broz Tito en Lake Bled, donde recibió a la realeza y otros dignatarios, y dramatizaba una conversación entre el arquitecto estatal Vinko Glanz y un periodista sobre los usos de la arquitectura nacional. La otra, The Fruit of Our Lands, recreaba un debate parlamentario yugoslavo celebrado en 1957 para discutir qué obras de arte podrían ser adecuadas para 'decorar' la recién construida Asamblea Popular (ahora el Edificio de la Asamblea Nacional de Eslovenia ), diseñada y construida entre 1954 y 1959 por Glanz. Cibic contó a Aesthetica que encontró la transcripción de este debate, -que su película recreó palabra por palabra y se reprodujo en un bucle continuo-, "en un garaje húmedo dentro de un carrito de la compra lleno de los archivos del ex arquitecto del Estado yugoslavo", y que no había encontrado ningún registro del mismo en los archivos oficiales del estado.
En Spielraum:The Nation Loves It (2015), que presentaba a una mujer ensayando un discurso para lanzar un "ambicioso programa de construcción", también utilizó diálogos encontrados, pero eliminó nombres concretos de los discursos, refiriéndose a  ellos como "el artista" o "nuestro país". La parte final de su trilogía Spielraum, Tear Down and Rebuild (2015) fue filmada en el interior modernista del antiguo edificio del Palacio de la Federación (hoy Palacio de Serbia) en Belgrado, utilizando para sus diálogos citas extraídas de discursos de Ronald Reagan, el Príncipe Carlos, Benito Mussolini y Margaret Thatcher, entre otros, así como de la teoría arquitectónica y los debates yugoslavos. 
The Pavilion (2015) es un corto documental experimental sobre el Pabellón del Reino de Yugoslavia (serbio, croata y esloveno) realizado para la Exposición Internacional de Barcelona de 1929. El pabellón yugoslavo, diseñado por el arquitecto modernista serbio Dragiša Brašovan, supuestamente ganó el Gran Premio y luego lo perdió ante el pabellón diseñado para Alemania por  Ludwig Mies van der Rohe, debido a intrigas políticas. En el video, un narrador describe los métodos de Cibic para volver sobre el pabellón perdido, que fue demolido tras el final de la Expo '29, cuando cinco artistas construyeron un modelo del edificio de Brašovan en forma de estrella a escala 1: 7.